# Требејов
Требејов (слч. Trebejov) насељено је мјесто са административним статусом сеоске општине (слч. obec) у округу Кошице-околина, у Кошичком крају, Словачка Република.

## Становништво
| Година:    | 1994. | 2004.    | 2014.    | 2024.   |
| ---------- | ----- | -------- | -------- | ------- |
| Број људи: | 130   | 163      | 207      | 215     |
| Разлика:   |       | +25,38 % | +26,99 % | +3,86 % |

| Година:    | 2023. | 2024.   |
| ---------- | ----- | ------- |
| Број људи: | 205   | 215     |
| Разлика:   |       | +4,87 % |

Према подацима о броју становника из 2011. године насеље је имало 199 становника.